# Antropologia visuale
L'antropologia visuale o visiva (in inglese visual anthropology) è uno dei campi dell'antropologia, focalizzato sullo studio e la produzione di immagini, fotografie, film e nuovi media usati nell'etnografia.
Le prime società scientifiche dedicate specificamente all'antropologia visuale, sono sorte negli Stati Uniti, intorno agli anni 70 e 80, per poi diffondersi  successivamente in Europa. L'antropologia visuale si inserisce nel quadro delle scienze demo-etno-antropologiche.